# Basílica de San Juan Bautista (Saarbrücken)
La Basílica de San Juan Bautista (en Alemán: Basilika St. Johannes der Täufer) es una basílica católica situada en el mercado de San Juan (St. Johannes) en Saarbrücken en Alemania.
El templo de San Juan fue administrado en el momento de la Reforma por un noble protestante y solo una capilla, la capilla de San Juan, fue asignada a los que se mantuvieron fieles a la fe católica. En el siglo XVIII, bajo el gobierno francés de Luis XIV, la población católica creció. A continuación, se financió la construcción de una basílica, que fue el único edificio religioso construido en el lugar durante cien años. La basílica de San Juan fue construida en el lugar de la capilla del mismo nombre por el arquitecto Friedrich Joachim Stengel entre 1754 y 1758.
La basílica fue remodelada, destruida y restaurada varias veces. El interior ha sido rediseñado de acuerdo con el barroco original entre 1972 y 1975. La basílica obtuvo su nombre actual por una decisión del papa Pablo VI, quien la hizo una basílica.[cita requerida] La basílica es parte de una parroquia con cinco iglesias.
Además de misas católicas, se celebran conciertos de órgano regularmente. [cita requerida]

## Véase también

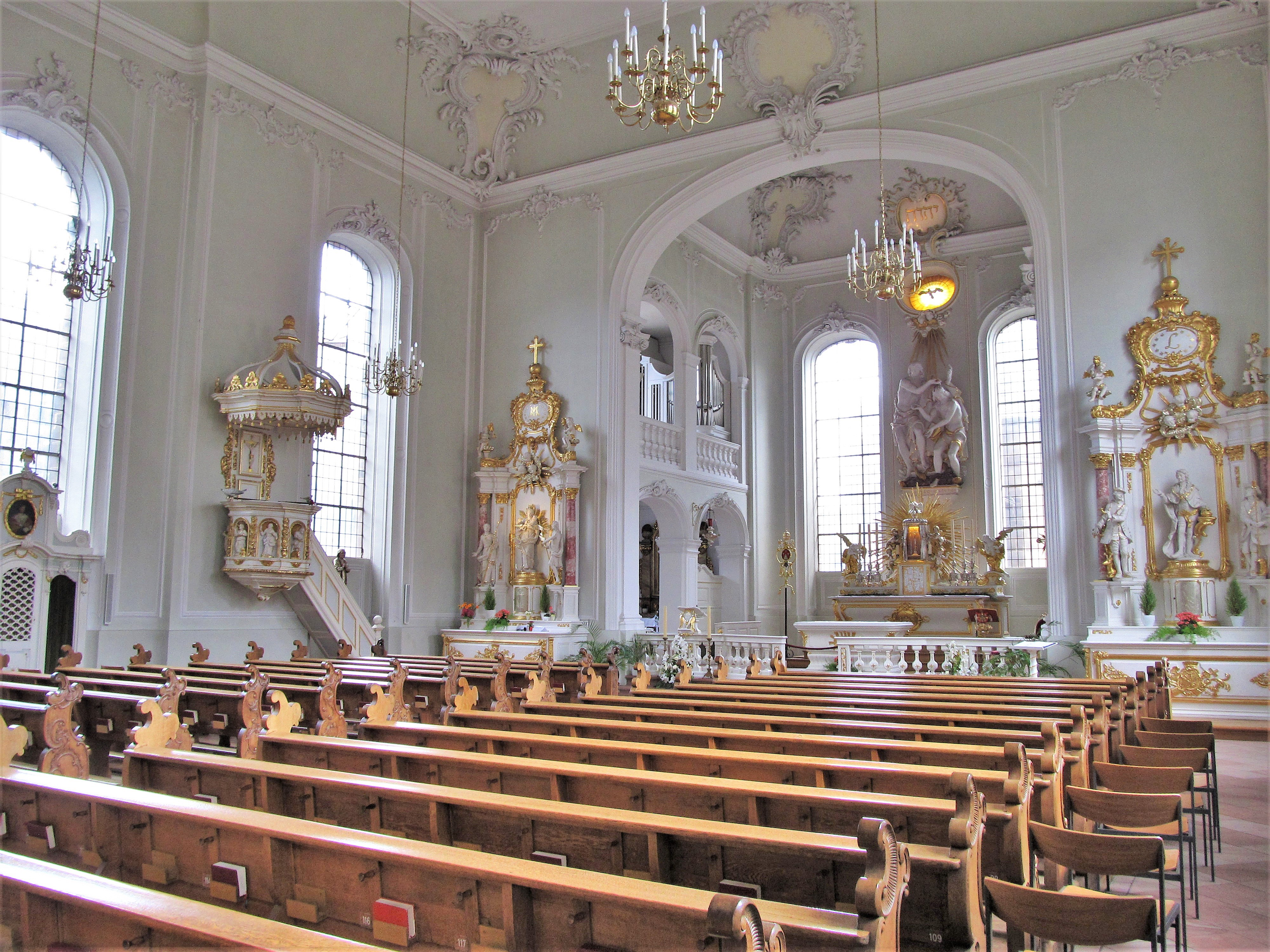
Vista interna